# Храм повітря
Храм повітря — радянський художній фільм-драма 1989 року, знятий на кіностудії «Азербайджанфільм».

## Сюжет
Дія фільму відбувається в повоєнний час. Не чекаючи демобілізації, герой фільму Юсіф поспішає в Баку, але його заарештовують і саджають у в'язницю. Відсидівши рік, Юсіф повертається в Баку, але йому доводиться взнати, що батько, несправедливо звинувачений у крадіжці, помер в таборі, а кохана дівчина вийшла заміж. Єдине, завдяки чому він може прожити якийсь час в рідних місцях, до яких він так прагнув — це смирення і терпимість…

## У ролях
- Фахраддін Манафов — Юсіф
- Гюльзар Курбанова — Гюля
- Садая Мустафаєва — мати Юсіфа
- Мухтар Манієв — Сеїдрза
- Нізамі Мусаєв — Джавад
- Агасаф Садихбеков — Ельдар
- Улькер Кулієва — Наза
- Віктор Демерташ — Едік
- Андрій Прохоров — Віктор
- Борис Давидян — співак в ресторані Кисловодська
- Марія Степанова — тітка Маруся
- Гасан Мамедов — Фіруз
- Гаджи Ісмайлов — Гулам
- Олена Костіна — Зіна
- Алія Мусаєва — Зуля
- Зульфюгар Баратзаде — Балададаш
- Валіахд Велієв — бродяга
- Костянтин Готич — Золотозубий \Жора\

## Знімальна група
- Режисер — Расім Оджагов
- Сценарист — Рустам Ібрагімбеков
- Оператор — Рафік Камбаров
- Композитор — Емін Махмудов
- Художник — Рафіс Ісмайлов